# Segunda Categoría del Guayas 1997
El campeonato provincial de Segunda Categoría de Guayas 1997 cuyo nombre por motivos de patrocinio fue Copa Estadio 1997 fue la 28ª edición del torneo de la Segunda categoría de la provincia de Guayas. El torneo fue organizado por Asociación de Fútbol del Guayas (AFG) para este torneo la disputaron un total de 11 equipos y de los cuales el campeón y subcampeón jugarán el Campeonato Ecuatoriano de Fútbol Segunda Categoría 1997. Para este torneo se dio el regreso de Filanbanco el cual no se dio ya que tras no presentarse en sus dos primeros encuentros fue descalificado y perdería la categoría además se dio la 2° participación consecutiva del Valdez en el torneo de segunda categoría del Guayas.  
El Rocafuerte F.C. se coronó como campeón por primera vez del torneo de Segunda Categoría de Guayas, mientras que el A.D. Naval obtendría por 1ª vez el subcampeonato.

## Formato del torneo
Primera Etapa
En la primera etapa los 11 equipos estarán distribuidos en 2 grupos de los cuales uno será de 5 equipos y el otro con los 6 restante, ambos jugarán en partidos de ida y vuelta, de los cuales los tres mejores equipos ubicados jugarán la liguilla para definir al campeón y subcampeón.
Segunda Etapa(Liguilla final)
Liguilla Final
En este liguilla participarán los 6 equipos que lograron clasificarse en las 3 ubicaciones de cada grupo se jugará un total de 5 fechas al finalizar los dos equipos mejor ubicados en la tabla posicional serán reconocidos como campeón y subcampeón y serán los representantes del Guayas en el Campeonato Ecuatoriano de Fútbol Segunda Categoría 1997.

## Sedes
| Guayaquil                     | Milagro           |
| ----------------------------- | ----------------- |
| Estadio Alejandro Ponce Noboa | Los Chirijos      |
| Capacidad: 3 500              | Capacidad: 15 000 |
|                               |                   |

## Equipos participantes
Estos fueron los 11 equipos que participaron en el torneo provincial de 2.ª categoría del Guayas de 1997.
| Equipos participantes | Equipos participantes | Equipos participantes | Equipos participantes |
| --------------------- | --------------------- | --------------------- | --------------------- |
| A.D. Naval            | Filanbanco            | Norteamérica          |                       |
| Carlos Borbor         | Rocafuerte F.C.       | U.D. Valdez           |                       |
| Everest               | L.D. Estudiantil      | Valdez S.C.           |                       |
| Estudiantes G         | LDU(G)                |                       |                       |

## Equipos por Cantón
| Cantón    | N.º | Equipos |
| --------- | --- | --- |
| Guayaquil | 8   | - A.D. Naval - Everest - Estudiantes G - Filanbanco - Norteamérica - Rocafuerte F.C. - L.D. Estudiantil - LDU(G) |
| Milagro   | 2   | - U.D. Valdez - Valdez S.C.                                                                                      |
| Salinas   | 1   | - Carlos Borbor                                                                                                  |

## Grupo A

#### Clasificación
|  |    | Equipo           | PJ | PG | PE | PP | GF | GC | DG  | PTS |
|  | -- | ---------------- | -- | -- | -- | -- | -- | -- | --- | --- |
|  | 1. | Everest          | 8  | 6  | 2  | 0  | 17 | 5  | +12 | 20  |
|  | 2. | L.D. Estudiantil | 7  | 4  | 1  | 2  | 18 | 7  | +11 | 13  |
|  | 3. | Estudiantes G    | 7  | 2  | 3  | 2  | 15 | 9  | +6  | 9   |
|  | 4. | LDU(G)           | 7  | 2  | 2  | 3  | 15 | 12 | +3  | 8   |
|  | 5. | Valdez           | 7  | 0  | 0  | 7  | 1  | 33 | -32 | 0   |

 Pts=Puntos; PJ=Partidos jugados; G=Partidos ganados; E=Partidos empatados; P=Partidos perdidos; GF=Goles a favor; GC=Goles en contra; Dif=Diferencia de gol
|  | Clasificados a la liguilla Final |

### Partidos y resultados
| Fecha 1      | Fecha 1   | Fecha 1          |
| Equipo Local | Resultado | Equipo Visitante |
| ------------ | --------- | ---------------- |
| LDU(G)       | 3-0       | Valdez           |
| LDE          | 1-1       | Everest          |

| Fecha 2      | Fecha 2   | Fecha 2          |
| Equipo Local | Resultado | Equipo Visitante |
| ------------ | --------- | ---------------- |
| Everest      | 1-0       | Valdez           |
| LDU(G)       | 2-2       | Estudiantes G    |

| Fecha 3      | Fecha 3   | Fecha 3          |
| Equipo Local | Resultado | Equipo Visitante |
| ------------ | --------- | ---------------- |
| Everest      | 0-0       | Estudiantes G    |
| Valdez       | 0-4       | LDE              |

| Fecha 4      | Fecha 4   | Fecha 4          |
| Equipo Local | Resultado | Equipo Visitante |
| ------------ | --------- | ---------------- |
| Everest      | 4-1       | LDU(G)           |
| LDE          | 3-1       | Estudiantes G    |

| Fecha 5       | Fecha 5   | Fecha 5          |
| Equipo Local  | Resultado | Equipo Visitante |
| ------------- | --------- | ---------------- |
| Estudiantes G | 7-0       | Valdez           |
| LDU(G)        | 0-3       | LDE              |

| Fecha 6      | Fecha 6   | Fecha 6          |
| Equipo Local | Resultado | Equipo Visitante |
| ------------ | --------- | ---------------- |
| Everest      | 2-0       | LDE              |
| LDU(G)       | 7-0       | Valdez           |

| Fecha 7       | Fecha 7   | Fecha 7          |
| Equipo Local  | Resultado | Equipo Visitante |
| ------------- | --------- | ---------------- |
| Valdez        | 1-5       | Everest          |
| Estudiantes G | 1-1       | LDU(G)           |

| Fecha 8      | Fecha 8   | Fecha 8          |
| Equipo Local | Resultado | Equipo Visitante |
| ------------ | --------- | ---------------- |
| LDE          | 6-0       | Valdez           |
| Everest      | 2-1       | Estudiantes G    |

| Fecha 9       | Fecha 9   | Fecha 9          |
| Equipo Local  | Resultado | Equipo Visitante |
| ------------- | --------- | ---------------- |
| Estudiantes G | 3-1       | LDE              |
| LDU(G)        | 1-2       | Everest          |

| Fecha 10     | Fecha 10  | Fecha 10         |
| Equipo Local | Resultado | Equipo Visitante |
| ------------ | --------- | ---------------- |
| Valdez       | s/j       | Estudiantes G    |
| LDE          | s/j       | LDU(G)           |

## Grupo B

#### Clasificación
|  |    | Equipo          | PJ | PG | PE | PP | GF | GC | DG  | PTS |
|  | -- | --------------- | -- | -- | -- | -- | -- | -- | --- | --- |
|  | 1. | Rocafuerte F.C. | 10 | 8  | 1  | 1  | 42 | 4  | +38 | 25  |
|  | 2. | A.D. Naval      | 10 | 6  | 2  | 0  | 37 | 6  | +31 | 20  |
|  | 3. | Carlos Borbor   | 10 | 5  | 2  | 3  | 37 | 14 | +23 | 17  |
|  | 4. | Norteamérica    | 10 | 5  | 1  | 4  | 16 | 21 | -5  | 16  |
|  | 5. | U.D. Valdez     | 10 | 2  | 0  | 8  | 7  | 65 | -58 | 6   |
|  | 6. | Filanbanco      | 10 | 0  | 0  | 10 | 0  | 30 | -33 | 0   |

 Pts=Puntos; PJ=Partidos jugados; G=Partidos ganados; E=Partidos empatados; P=Partidos perdidos; GF=Goles a favor; GC=Goles en contra; Dif=Diferencia de gol
|  | Clasificados a la liguilla Final |

### Partidos y resultados
| Fecha 1       | Fecha 1   | Fecha 1          |
| Equipo Local  | Resultado | Equipo Visitante |
| ------------- | --------- | ---------------- |
| AD.Naval      | 5-0       | UD.Valdez        |
| Rocafuerte FC | 2-1       | Carlos Borbor    |
| Norteamérica  | 3-0       | Filanbanco       |

| Fecha 2       | Fecha 2   | Fecha 2          |
| Equipo Local  | Resultado | Equipo Visitante |
| ------------- | --------- | ---------------- |
| Rocafuerte FC | 7-0       | UD.Valdez        |
| AD.Naval      | 0-0       | Norteamérica     |
| Filanbanco    | 0-3       | Carlos Borbor    |

| Fecha 3      | Fecha 3   | Fecha 3          |
| Equipo Local | Resultado | Equipo Visitante |
| ------------ | --------- | ---------------- |
| Norteamérica | 0-7       | Rocafuerte FC    |
| UD.Valdez    | 0-9       | Carlos Borbor    |
| AD.naval     | 3-0       | Filanbanco       |

| Fecha 4       | Fecha 4   | Fecha 4          |
| Equipo Local  | Resultado | Equipo Visitante |
| ------------- | --------- | ---------------- |
| AD.Naval      | 2-1       | Rocafuerte FC    |
| Carlos Borbor | 2-1       | Norteamérica     |
| UD.Valdez     | 3-0       | Filanbanco       |

| Fecha 5       | Fecha 5   | Fecha 5          |
| Equipo Local  | Resultado | Equipo Visitante |
| ------------- | --------- | ---------------- |
| Norteamérica  | 3-0       | Ud.Valdez        |
| Carlos Borbor | 1-1       | AD.Naval         |
| Rocafuerte FC | 3-0       | Filanbanco       |

| Fecha 6       | Fecha 6   | Fecha 6          |
| Equipo Local  | Resultado | Equipo Visitante |
| ------------- | --------- | ---------------- |
| AD.Naval      | 17-0      | UD.Valdez        |
| Rocafuerte FC | 5-0       | Carlos Borbor    |
| Norteamérica  | 3-0       | Filanbanco       |

| Fecha 7       | Fecha 7   | Fecha 7          |
| Equipo Local  | Resultado | Equipo Visitante |
| ------------- | --------- | ---------------- |
| UD.Valdez     | 0-7       | Rocafuerte FC    |
| NBorteamérica | 1-3       | AD.Naval         |
| Carlos Borbor | 3-0       | Filanbanco       |

| Fecha 8       | Fecha 8   | Fecha 8          |
| Equipo Local  | Resultado | Equipo Visitante |
| ------------- | --------- | ---------------- |
| Carlos Borbor | 14-0      | UD.Valdez        |
| Rocafuerte FC | 6-0       | Norteamérica     |
| Filanabanco   | 0-3       | AD.Naval         |

| Fecha 9       | Fecha 9   | Fecha 9          |
| Equipo Local  | Resultado | Equipo Visitante |
| ------------- | --------- | ---------------- |
| Norteamérica  | 3-2       | Carlos Borbor    |
| Rocafuerte FC | 1-1       | AD.Naval         |
| Filanbanco    | 0-3       | UD.Valdez        |

| Fecha 10      | Fecha 10  | Fecha 10         |
| Equipo Local  | Resultado | Equipo Visitante |
| ------------- | --------- | ---------------- |
| UD.Valdez     | 1-2       | Norteamérica     |
| Carlos Borbor | 2-2       | AD.Naval         |
| Filanbanco    | 0-3       | Rocafuerte FC    |

## Liguilla Final

### Partidos y resultados
| Fecha 1       | Fecha 1   | Fecha 1          |
| Equipo Local  | Resultado | Equipo Visitante |
| ------------- | --------- | ---------------- |
| Carlos Borbor | 1-1       | LDE              |
| Estudiantes G | 0-1       | Rocafuerte FC    |
| AD.Naval      | 1-1       | Everest          |

| Fecha 2       | Fecha 2   | Fecha 2          |
| Equipo Local  | Resultado | Equipo Visitante |
| ------------- | --------- | ---------------- |
| Carlos Borbor | 1-1       | AD.Naval         |
| LDE           | 1-1       | Estudiantes G    |
| Rocafuerte FC | 2-1       | Everest          |

| Fecha 3       | Fecha 3   | Fecha 3          |
| Equipo Local  | Resultado | Equipo Visitante |
| ------------- | --------- | ---------------- |
| AD.Naval      | 0-0       | Rocafuerte FC    |
| Everest       | 1-1       | LDE              |
| Carlos Borbor | 8-1       | Estudiantes G    |

| Fecha 4       | Fecha 4   | Fecha 4          |
| Equipo Local  | Resultado | Equipo Visitante |
| ------------- | --------- | ---------------- |
| Everest       | 1-0       | Carlos Borbor    |
| LDE           | 1-2       | Rocafuerte FC    |
| Estudiantes G | 1-2       | AD.Naval         |

| Fecha 5        | Fecha 5   | Fecha 5          |
| Equipo Local   | Resultado | Equipo Visitante |
| -------------- | --------- | ---------------- |
| Everest        | 4-1       | Estudiantes G    |
| AD.Naval       | 2-1       | LDE              |
| Rocvafuerte FC | 5-1       | Carlos Borbor    |

#### Clasificación
|  |    | Equipo           | PJ | PG | PE | PP | GF | GC | DG  | PTS |
|  | -- | ---------------- | -- | -- | -- | -- | -- | -- | --- | --- |
|  | 1. | Rocafuerte F.C.  | 5  | 4  | 1  | 0  | 10 | 3  | +7  | 13  |
|  | 2. | A.D. Naval       | 5  | 2  | 3  | 0  | 6  | 4  | +2  | 9   |
|  | 3. | Everest          | 5  | 2  | 2  | 1  | 7  | 5  | +2  | 8   |
|  | 4. | Carlos Borbor    | 5  | 1  | 2  | 2  | 11 | 9  | +2  | 5   |
|  | 5. | L.D. Estudiantil | 5  | 0  | 3  | 2  | 5  | 7  | -2  | 3   |
|  | 6. | Estudiantes G    | 5  | 0  | 1  | 4  | 4  | 16 | -12 | 1   |

 Pts=Puntos; PJ=Partidos jugados; G=Partidos ganados; E=Partidos empatados; P=Partidos perdidos; GF=Goles a favor; GC=Goles en contra; Dif=Diferencia de gol
|  | Campeón anual y clasificado al Campeonato Ecuatoriano de Fútbol Segunda Categoría 1997.     |
|  | Vicecampeón anual y clasificado al Campeonato Ecuatoriano de Fútbol Segunda Categoría 1997. |

### Campeón
| |
| Rocafuerte F.C. 1.er Título Se clasifica al Campeonato Ecuatoriano de Fútbol de Segunda Categoría 1997 También clasifica A.D. Naval como Vicecampeón. |